# Chrysopilus alaskaensis
Chrysopilus alaskaensis är en tvåvingeart som beskrevs av Hardy 1949. Chrysopilus alaskaensis ingår i släktet Chrysopilus och familjen snäppflugor.
Artens utbredningsområde är Alaska. Inga underarter finns listade i Catalogue of Life.